# Lijst van burgemeesters van Middelburg (Zuid-Holland)
Dit is een lijst van burgemeesters van de voormalige Nederlandse gemeente Middelburg in de provincie Zuid-Holland. Bovendien zijn toegevoegd de functionarissen, die voor 1817 Middelburg bestuurd hebben. Tot 1795 was Middelburg een ambachtsheerlijkheid. Van 1811 tot 1817 maakte Middelburg deel uit van Boskoop, waar Anthony Medenblik, maire en president van het gemeentebestuur was. Van 1817 tot 1855 was er sprake van een zelfstandig bestuurde gemeente Middelburg. In 1855 werd de gemeente Middelburg opgeheven en toegevoegd aan de gemeente Reeuwijk.

## Middelburg tot 1811
| Ambtsperiode | Naam schout                          | Bijzonderheden |
| ------------ | ------------------------------------ | -------------- |
| 1664 - 1697  | Boudewijn Gerritsz van Hijselendoorn |                |
| 1697 - 1733  | Vincent van Eijck (1645-1733)        |                |
| 1733 - 1761  | Jan Cornelis van Eijck (1709-1768)   |                |
| 1762 - 1795  | Jacob Kumsius (1718-1802)            |                |
| 1795 - 1805  | presidenten comité civiel            |                |
| 1805 - 1811  | Jan Mauritius van Kempen (1759-1819) |                |

## Middelburg als onderdeel van Boskoop (1811-1817)
| Ambtsperiode | Naam burgemeester | Bijzonderheden                                         |
| ------------ | ----------------- | ------------------------------------------------------ |
| 1811 - 1817  | Anthony Medenblik | maire en president van het gemeentebestuur van Boskoop |

## Middelburg als zelfstandige gemeente (1817-1855)
| Ambtsperiode | Naam burgemeester                                  | Partij of stroming | Bijzonderheden                        |
| ------------ | -------------------------------------------------- | ------------------ | ------------------------------------- |
| 1817 - 1821  | Anthony Medenblik (1740-1830)                      |                    | schout                                |
| 1821 - 1836  | Jan van Nes Klaaszoon (1779-1836)                  |                    | eerst schout, vanaf 1825 burgemeester |
| 1836 - 1840  | Klaas van Nes (1812-1840)                          |                    |                                       |
| 1841 - 1852  | Anthony Henricus Ravensteijn Medenblik (1809-1855) |                    |                                       |
| 1852 - 1855  | Cornelis Brack (1794-1877)                         |                    |                                       |